# Асир (административный округ)
Аси́р (араб. عَسِيْرٌ‎) — административный район на юго-западе Саудовской Аравии.
- Административный центр — город Абха.
- Площадь — 76 693 км², население — 1 913 392 человека (2010 год).

## География
На севере и западе граничит с административным округом Мекка, на северо-западе — с административным округом Эль-Баха, на северо-востоке — с административным округом Эр-Рияд, на юго-востоке — с административным округом Наджран, на юго-западе — с административным округом Джизан, на юге — с Йеменом.

## Религия
Его жители — мусульмане-сунниты.

## История
С 1916 по 1928 год Асир являлся независимым эмиратом. В 1928 году поглощён Недждом.

## Административное деление
Административный округ делится на 12 мухафаз (В скобках население на 2010 год):
1. Абха (араб. أبها‎) (366 551)
2. Ахад Руфайда (араб. أحد رفيدة‎) (113 043)
3. Аль-Маджарда (араб. المجاردة‎) (103 531)
4. Эн-Нумас[англ.] (араб. النماص‎) (54 119)
5. Балькам (араб. بلقرن‎) (75 391)
6. Биша[англ.] (араб. بيشة‎) (205 346)
7. Эз-Захран[араб.] (араб. ظهران الجنوب‎) (63 119)
8. Хамис-Мушайт (араб. خميس مشيط‎) (512 599)
9. Мухайиль (араб. محايل‎) (228 979)
10. Риджаль-Альма (араб. رجال ألمع‎) (65 406)
11. Сара Абида (араб. سراة عبيدة‎) (67 120)
12. Татлит[англ.] (араб. تثليث‎) (59 188)

## Населённые пункты
- Хамис-Мушайт
- Эль-Бирк

## Администрация
Во главе административного округа (провинции) стоит наместник с титулом эмира, назначаемый королём из числа принцев династии Аль Сауд.

### Эмиры
Эмиры минтаки (губернаторы провинции):
- 1934—1941: Турки бин Ахмад[араб.] ас-Судайри
- 1941—1960: принц Саад ибн Абдул-Азиз Аль Сауд, сын короля Абдул-Азиза
- 1969—1971: принц Фахд ибн Саад ибе Абдул-Рахман Аль Сауд
- 1971—2007: принц Халид ибн Фейсал Аль Сауд, сын короля Фейсала
- 2007—2018: принц Фейсал ибн Халид Аль Сауд, сын короля Халида
- 2018—наст.время: Турки ибн Таляль Аль Сауд, сын принца Таляля